# NGC 7134
NGC 7134 — группа звёзд в созвездии Козерог.
Этот объект входит в число перечисленных в оригинальной редакции «Нового общего каталога».